# Kardáncsukló

Kardáncsukló

A kardáncsukló két rúd (tengely) közötti olyan kapcsolat, mely lehetővé teszi azt, hogy egymáshoz képest hajlítónyomaték ébredése nélküli minden irányban elhajoljanak, de meggátolja a két rúd egymáshoz képesti elcsavarodását és így lehetőség nyílik forgatónyomaték átvitelére egyik tengelyről a másikra. Más definíció szerint a kardáncsukló négytagú csuklós gömbi mechanizmus.
A kardáncsukló központi eleme az úgynevezett kardánkereszt, mely lényegében két egymásra merőleges csap-párból áll, melyek a tengelyek végére szerelt vagy azokkal egy darabból kiképzett villákhoz csatlakoznak csapágyakon keresztül.

## Története
A kardáncsukló elve a kardán-felfüggesztés használata során merült fel, ami már az ókortól ismeretes volt. Egyik alkalmazása az ókori görögök által feltalált ostromgép, ballista esetén ismert. 1545-ben Gerolamo Cardano olasz matematikus volt az első, aki a kardáncsuklót hajtásra javasolta, de kétséges, hogy kivitelezte-e valaha is. Később Christopher Polhem svéd tudós és vállalkozó ismét feltalálta, majd 1676-ban Robert Hooke készített egy működő kardáncsuklót. Európában főként kardáncsuklónak nevezik a mechanizmust, de a fentiek miatt angolszász nyelvterületen gyakran Polhem-csukló, Hooke-csukló vagy univerzális csukló a neve. Ez utóbbi először Henry Ford egyik szabadalmában jelenik meg a 19. század végén.

## Mozgásegyenletei

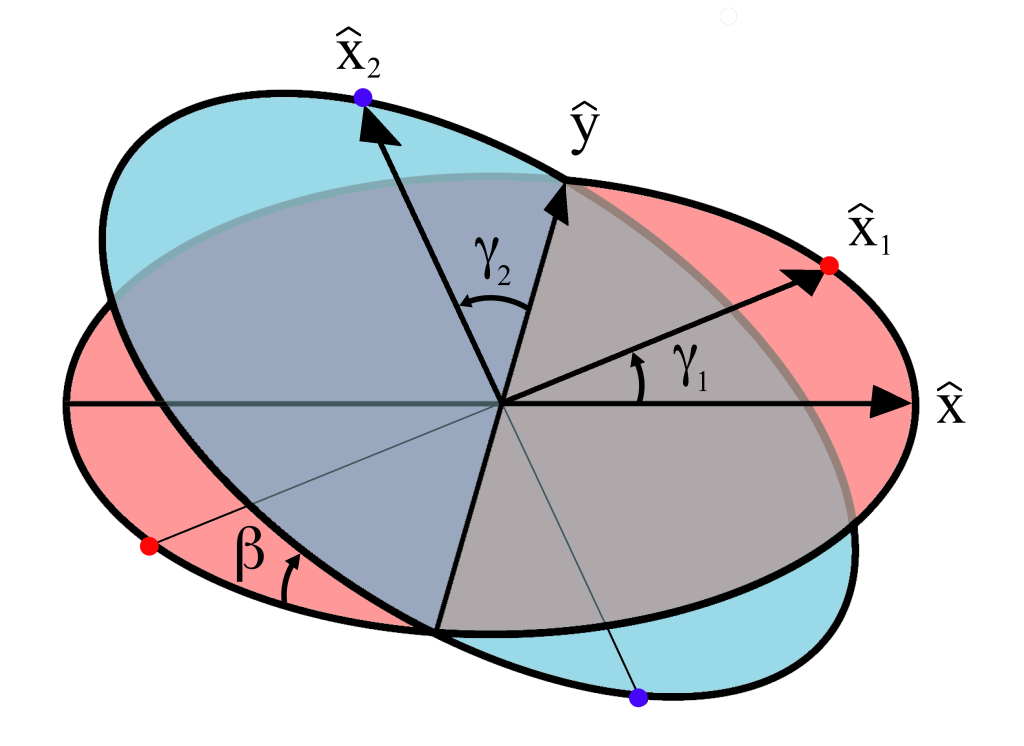
A kardáncsukló geometriai viszonyai

A kardáncsukló helyzetét három változóval lehet jellemezni:
- {\displaystyle \gamma _{1}} az 1. tengely szögelfordulása,
- {\displaystyle \gamma _{2}} a 2. tengely szögelfordulása,
- {\displaystyle \beta } a tengelyek egymáshoz képesti hajlásszöge: nulla, ha a két tengely egybeesik.

Ezek a változók az ábrán láthatók. Ugyancsak látható egy rögzített koordináta-rendszer {\displaystyle {\hat {\mathbf {x} }}} és {\displaystyle {\hat {\mathbf {y} }}} egységvektora valamint a két tengelyre merőleges, ugyancsak rögzített sík. A két tengelyt összekapcsoló kardánkereszt és a két villa az ábrán nincs feltüntetve. Az 1. tengely a piros sík piros pontjain, a 2. tengely pedig a kék sík kék pontjain csatlakozik a kardánkereszthez. A forgó tengelyekhez rögzített x koordinátatengelyeket egységvektoraikkal ({\displaystyle {\hat {\mathbf {x} }}_{1}} and {\displaystyle {\hat {\mathbf {x} }}_{2}}) jelöltük, melyek az origótól a csatlakozási pontjuk felé mutatnak. Az ábrából látható, hogy a {\displaystyle {\hat {\mathbf {x} }}_{1}} elfordulási szöge {\displaystyle \gamma _{1}} az x tengelytől számított kezdeti helyzetéhez képest és {\displaystyle {\hat {\mathbf {x} }}_{2}} elfordulási szöge pedig {\displaystyle \gamma _{2}} az y tengelyhez képest. A két tengely (és a így a kék és piros sík is) egymással {\displaystyle \beta } szöget zár be.
Az {\displaystyle {\hat {\mathbf {x} }}_{1}} a piros síkban mozog és a {\displaystyle \gamma _{1}} szöggel így fejezhető ki:
{\displaystyle {\hat {\mathbf {x} }}_{1}=[\cos \gamma _{1}\,,\,\sin \gamma _{1}\,,\,0]}
Az {\displaystyle {\hat {\mathbf {x} }}_{2}} a kék síkban mozog és az x tengely {\displaystyle {\hat {x}}=[1,0,0]} egységvektorának a {\displaystyle [\pi \!/2\,,\,\beta \,,\,\gamma _{2}}] Euler-szögekkel való elforgatásának eredménye:
{\displaystyle {\hat {\mathbf {x} }}_{2}=[-\cos \beta \sin \gamma _{2}\,,\,\cos \gamma _{2}\,,\,\sin \beta \sin \gamma _{2}]}
A {\displaystyle {\hat {\mathbf {x} }}_{1}} és {\displaystyle {\hat {\mathbf {x} }}_{2}} tengelyekre felírható kényszer az, hogy a kardánkereszt miatt merőlegesnek kell lenniük egymásra:
{\displaystyle {\hat {\mathbf {x} }}_{1}\cdot {\hat {\mathbf {x} }}_{2}=0}
Így a két szöghelyzettel kifejezett mozgásegyenlet:
{\displaystyle \sin \gamma _{1}\cos \gamma _{2}=\cos \beta \cos \gamma _{1}\sin \gamma _{2}\,}
A {\displaystyle \gamma _{1}} és {\displaystyle \gamma _{2}} szög egy forgó csuklónál az idő függvénye lesz. Ha a mozgásegyenletet az idő szerint deriváljuk, és magával a mozgásegyenlettel az egyik változót kiküszöböljük az {\displaystyle \omega _{1}=d\gamma _{1}/dt} és {\displaystyle \omega _{2}=d\gamma _{2}/dt} szögsebesség közötti összefüggést kapjuk:
| | |
| A hajtott tengely {\displaystyle \omega _{2}\,} szögsebessége a {\displaystyle \gamma _{1}\,} szög függvényében | A hajtott tengely {\displaystyle \gamma _{2}\,} szögelfordulása a hajtó tengely {\displaystyle \gamma _{1}\,} szögelfordulásának függvényében |

{\displaystyle \omega _{2}={\frac {\omega _{1}\cos \beta }{1-\sin ^{2}\beta \cos ^{2}\gamma _{1}}}}

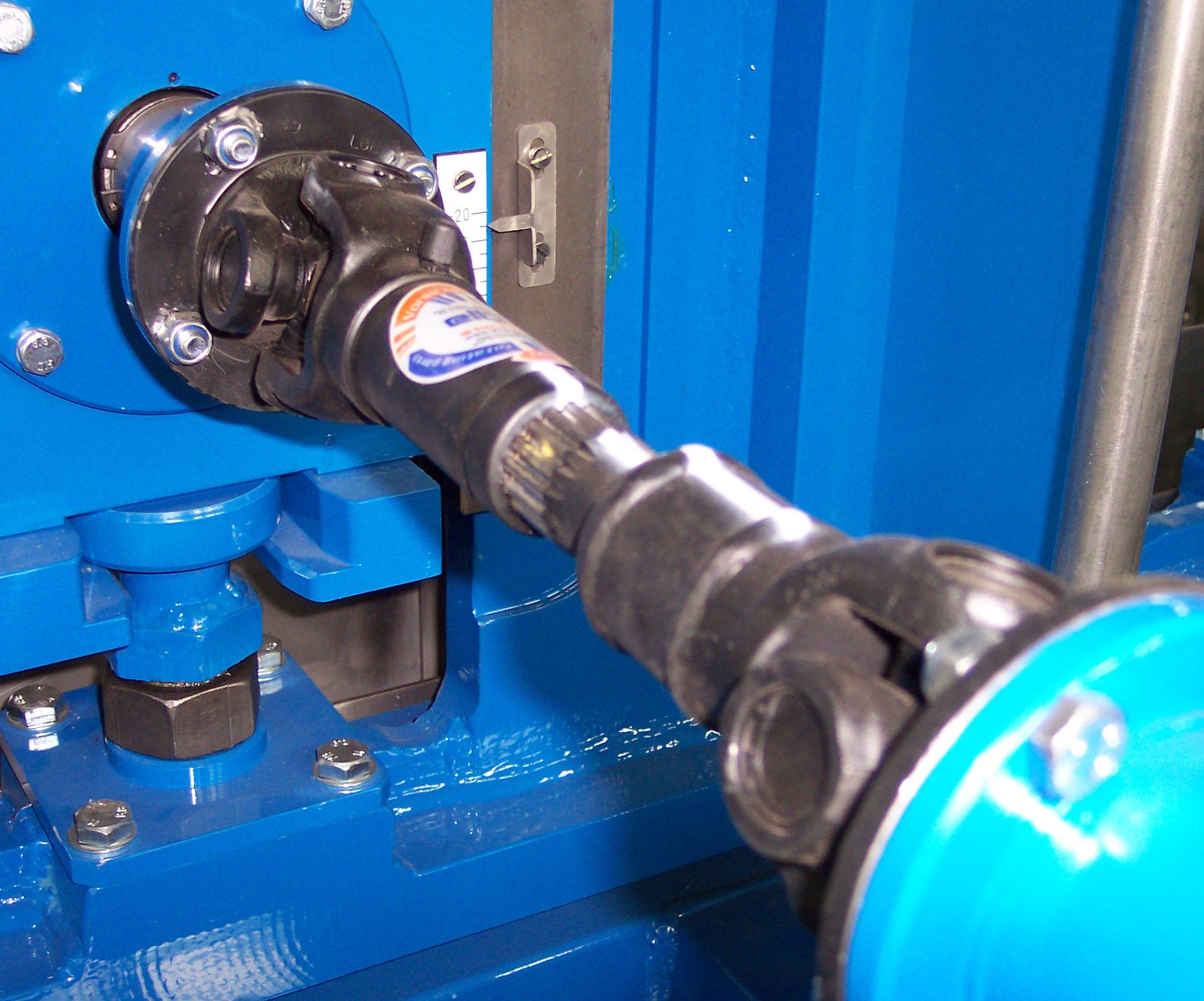
Kardáncsukló egy hajtótengelyben

Az ábrán látható, hogy állandó behajtó tengely szögsebesség mellett a kimenő tengelyen a szögsebesség periodikusan változik, mégpedig a behajtó tengely frekvenciájának kétszeresével. Ha a szögsebesség függvényét az idő szerint tovább deriváljuk, az {\displaystyle a_{1}} és {\displaystyle a_{2}} szöggyorsulás közötti összefüggéshez jutunk:
{\displaystyle a_{2}={\frac {a_{1}\cos \beta }{1-\sin ^{2}\beta \,\cos ^{2}\gamma _{1}}}-{\frac {\omega _{1}^{2}\cos \beta \sin ^{2}\beta \sin 2\gamma _{1}}{(1-\sin ^{2}\beta \cos ^{2}\gamma _{1})^{2}}}}

## Alkalmazása
A kardáncsuklót gyakran alkalmazzák olyan helyeken, ahol egymáshoz szögben hajló tengelyeket kell összekötni. Ilyen például az olyan szelepek mozgatása, mely a kezelőhelytől nem elérhető távolságban (1–2 m) van. Ilyen és hasonló, lassú tengelymeghajtásra a kardáncsuklóval kapcsolt tengelyek teljesen megfelelnek. Más a helyzet akkor, ha a hajtásnak nagyobb fordulatszámon jelentős teljesítményt kell átvinnie, például járművek hajtáslánca esetén. Ilyenkor ugyanis a kardáncsukló káros rezgéseket gerjeszthet, mely vagy a működés szempontjából nemkívánatos, vagy a hajtás idő előtti kifáradását okozza. Az ilyen esetekben csaknem kiküszöbölhető a szögsebesség változása, ha a hajtott és hajtó tengely párhuzamosan helyezkedik el és egy harmadik tengely egy-egy kardáncsuklóval a végén kapcsolja össze velük. Ez a megoldás a legtöbb gépkocsinál, nagyon sok vasúti hajtásnál elterjedt megoldás, annál is inkább, mert lehetővé teszi, hogy a két tengely egymáshoz képest el is mozduljon (természetesen betartva a tengelyek párhuzamosságát), ezzel ugyanis a kerekek és a motor közötti rugózás egyszerűen megoldható.
A gyakorlatban sokszor nem lehet betartani pontosan a fenti geometriai követelményeket, ilyenkor a hajtás rugalmasságának fokozásával lehet csökkenteni a káros gerjesztés hatását. Az egyik ilyen jól bevált módszer a Hardy-tárcsa alkalmazása. A Hardy-tárcsa a kardáncsuklót helyettesítő tengelykapcsoló, mely a kardáncsukló helyett rugalmas elemet használ (kordszövettel erősített gumilemezeket), mely azonban nemcsak a hajlítás irányában rugalmas, hanem kisebb mértékben csavarásra is rugalmasan kitér.

## Külső hivatkozások
- Kabai Sándor kardáncsukló szimulációja (The Wolfram Demonstrations Project).